# Enrique Vázquez del Mercado
Carlos Enrique Vázquez del Mercado Gutiérrez (* 31. Juli 1950 in Guadalajara, Jalisco; † 16. Juni 2011) war ein mexikanischer Fußballspieler auf der Position des Torwarts.

## Laufbahn
Vázquez begann seine fußballerische Laufbahn im Nachwuchsbereich seines Heimatvereins Deportivo Guadalajara, bei dem er auch seinen ersten Profivertrag erhielt und in der Saison 1969/70 als dritter Torwart hinter den Nationaltorhütern Ignacio Calderón und Gilberto Rodríguez erstmals in den Kader der ersten Mannschaft von Chivas aufstieg.
Das folgende Torneo México 70 verbrachte Vázquez auf Leihbasis beim Club América. Zur Saison 1970/71 kehrte er zu Chivas zurück und absolvierte vier Einsätze.
1972 wechselte Vázquez zum Hauptstadtverein Atlético Español und zwei Jahre später zu den Tiburones Rojos Veracruz.
1975 ging er zurück in die Hauptstadt, wo er diesmal für die UNAM Pumas spielte, mit denen er in der Saison 1976/77 die mexikanische Fußballmeisterschaft gewann.
Die Saison 1977/78 verbrachte Vázquez bei den UAG Tecos und die folgende Saison 1978/79 beim damals noch in der Hauptstadt beheimateten CF Atlante, bei dem er jedoch keinen einzigen Einsatz absolvierte.
1979 wechselte Vázquez zum Tampico-Madero FC, bei dem er seine aktive Laufbahn 1982 beendete.
Vázquez verstarb am 16. Juni 2011.

## Erfolge
- Mexikanischer Meister: 1976/77